# Нікола Етерович

Герб Ніколи Етеровича

Нікола Етерович (хорв. Nikola Eterović, 20 січня 1951, Пучища) — хорватський римо-католицький архієпископ, ватиканський дипломат, апостольський нунцій в Україні (1999—2004), генеральний секретар Синоду Єпископів Католицької Церкви з 2004 року. Титулярний архієпископ Цибальський.

## Біографія
26 червня 1977 року отримав священиче рукоположення з рук єпископа Хварського Целестина Безмаліновича. Здобув докторат з теології. Володіє хорватською, італійською, французькою, англійською, німецькою, іспанською, польською, українською і російською мовами.
З 1980 року — на дипломатичній службі в нунціатурах в Кот-д'Івуар, Іспанії та Нікарагуа. З 1993 — радник секції зв'язків з іноземними державами Державного секретаріату Ватикану. 22 травня 1999 року призначений апостольським нунцієм в Україні, титулярним архієпископом Сисакським. Єпископська хіротонія відбулася 10 липня 1999 року в соборі святого Петра в Римі (головним святителем був Державний секретар Святого Престолу кардинал Анджело Содано, а співсвятителями — архієпископ Спліт-Макарска Анте Юріч і єпископ Хвара Слободан Штамбук. 31 серпня того ж року Нікола Етерович вручив вірчі грамоти Президенту України Леонідові Кучмі.
11 лютого 2004 року Папа Римський Іван-Павло II призначив архієпископа Етеровича генеральним секретарем Синоду Єпископів Католицької Церкви.
30 листопада 2009 року, у зв'язку з тим, що було відновлено дієцезію Сисака, і вона перестала бути титулярною єпархією, архієпископові Етеровичу надано титулярну єпархію Цибали (теперішнє хорватське місто Вінковці).
Архієпископ Етерович є автором книги «Дорогами України».